# آرای دانشمندان مسلمان در تعلیم و تربیت و مبانی آن
آرای دانشمندان مسلمان در تعلیم و تربیت و مبانی آن کتابی پنج‌جلدی دربارهٔ دیدگاه اندیشمندان مسلمان دربارهٔ آموزش و پرورش و پایه‌های اندیشه‌های آنان است. علاوه بر این به معرفی این دانشمندان نیز پرداخته شده‌است و زندگانی و افکار آنان نیز مورد تحلیل قرار گرفته‌است. 

## ویژگی‌های کتاب
این کتاب ابتدا زندگی و آثار اندیشمندان مسلمان را شرح داده است و سپس به مبانی فکری آن‌ها و دیدگاه آنان دربارهٔ انسان و مبانی و مسائل گوناگون آموزش و پرورش پرداخته است.

## مطالب کتاب
- جلد یکم: جاحظ - ابن سحنون - فارابی - قابسی - اخوان‌الصفا - ابن سینا (۳۰۶ صفحه)
- جلد دوم: مسکویه - سهروردی (شیخ اشراق) - خواجه نصیرالدین طوسی - مولوی (۲۶۳ صفحه)
- جلد سوم: امام محمد غزالی (۳۶۳ صفحه)
- جلد چهارم: سعدی - ابن خلدون - علامه مجلسی - ملامهدی نراقی و احمد نراقی (۲۷۵ صفحه)
- جلد پنجم: فیض کاشانی (۵۲۸ صفحه)

## نویسندگان کتاب
- جلد یکم: محمد فتحعلی‌خانی، علیرضا فصیحی‌زاده و علی‌نقی فقیهی
- جلد دوم: محمد بهشتی، مهدی ابوجعفری و علی‌نقی فقیهی
- جلد سوم: بهروز رفیعی
- جلد چهارم: محمد بهشتی، مهدی ابوجعفری و علی‌نقی فقیهی
- جلد پنجم: محمد بهشتی

هر ۵ جلد زیر نظر علیرضا اعرافی بوده‌است و علی‌محمد کاردان نیز در جلد یکم به نویسندگان، راهنمایی داده است.

## انتشار کتاب
چاپ نخست پنج جلد کتاب آرای دانشمندان مسلمان در تعلیم و تربیت طی سال‌های ۱۳۷۷ تا ۱۳۸۷ انجام شده‌است و هر جلد تاکنون به چندین چاپ رسیده است. این کتاب با همکاری مشترک انتشارات سمت و پژوهشکده حوزه و دانشگاه نگاشته شده‌است. 
محمد بهشتی (نویسندهٔ جلد پنجم) هدف از تألیف این کتاب را نیاز جامعهٔ امروزی به دانستن مباحثی دربارهٔ آموزش و پروش دانسته و گفته است: «حدود و ثغور، معیارها و مباحث مختلف عرفانی، مقالات عرفانی و راهکارهای علمی همراه با بینش معنوی در این اثر بررسی شده‌اند. آنچه امروزه در مبحث اشتغال، مسئولیت‌پذیری، قانون‌مندی و قانون‌گریزی در جامعه دیده می‌شود، نیاز به دانستن این مباحث را آشکار می‌کند. بنابراین، تمامی این موضوعات با توجه به دیدگاه فیض کاشانی در کتاب بررسی شده‌اند»

## ارزش کتاب
این کتاب برای نخستین بار به صورت جامع و علمی به معرفی و بررسی دیدگاههای آموزشی و پرورشی اندیشمندان مسلمان پرداخته است و این در حالی است که در ایران همهٔ کتاب‌ها تاریخ اندیشه‌های تربیتی را به دانشمندان غربی محصور کرده‌اند و این کتاب از این نظر، اثری بدیع به حساب می‌آید.
جلد سوم (دربارهٔ امام محمد غزالی) و جلد پنجم (دربارهٔ فیض کاشانی) به‌عنوان کتاب برگزیدهٔ سال جمهوری اسلامی ایران، شناخته شده‌اند. 